# Pluszowy desant
Pluszowy desant – incydent, który miał miejsce nad Białorusią 4 lipca 2012 roku. Samolot wyczarterowany przez szwedzką agencję reklamową Studio Total wszedł nielegalnie w białoruską przestrzeń powietrzną i zrzucił na spadochronach kilkaset pluszowych misiów z notatkami niosącymi prodemokratyczne przesłanie. Po trzech tygodniach zaprzeczania, że do incydentu kiedykolwiek doszło, i określeniu zdjęć ze zrzutu opublikowanego przez Studio Total jako mistyfikację, 26 lipca 2012 rząd białoruski przyznał, że pluszowy desant naprawdę miał miejsce.
Prezydent Białorusi Alaksandr Łukaszenka uznał incydent za poważną porażkę bezpieczeństwa narodowego. Po tym wydarzeniu zwolnił dwóch najwyższych generałów, szefów białoruskiej straży granicznej i obrony powietrznej, za nieudane przechwycenie szwedzkiego samolotu. Zrzut misiów spowodował eskalację kryzysu dyplomatycznego Białorusi ze Szwecją. 3 sierpnia 2012 Białoruś wydaliła ambasadora Szwecji, a następnie nakazała pozostałym pracownikom ambasady Szwecji opuścić Białoruś do końca miesiąca. Białoruś wycofała także swojego ambasadora i cały personel ambasady ze Szwecji.

## Zrzut misiów
4 lipca 2012 mały samolot wyczarterowany przez szwedzką agencję reklamową Studio Total z pilotami Tomasem Mazettim i Hannah Frey na pokładzie wystartował z lotniska na Litwie i nielegalnie wleciał w białoruską przestrzeń powietrzną, przekraczając białoruską granicę z Litwą w okolicach Baranowicz przed godziną 6. Samolot zrzucił kilkaset pluszowych misiów z przyczepionymi kartkami z hasłami opowiadajającymi się za demokracją i wolnością słowa nad białoruskim miastem Iwieniec, 50 km od Mińska. Organizatorzy zrzutu planowali pierwotnie zrzucić część pluszowych misiów na budynki rządowe w Mińsku, ale niepewność co do pozostałej ilości paliwa, a także fakt, że samolot kontaktował się z białoruskimi kontrolerami ruchu lotniczego, doprowadziły do decyzji o zrzuceniu misiów nad Iwieńcem i powrotu. Samolot przekroczył granicę z Litwą, nie napotykając na żadną ingerencję ze strony białoruskiej armii. Per Cromwell, założyciel agencji Studio Total, był w samochodzie na ziemi w Iwieńcu podczas zrzutu. Według różnych doniesień prasowych łącznie zrzucono około 800 misiów.
Zrzut misiów został nazwany przez organizatorów „Teddybear Airdrop Minsk 2012”. Media polskie, a także m.in. białoruskie i rosyjskie, nazwały tę akcję „pluszowym desantem”.
Tomas Маzetti, jeden z pilotów zaangażowanych w zrzut misiów, powiedział, że pomysł użycia misiów wyszedł od białoruskich działaczy demokratycznych, którzy po fali aresztowań zaczęli przynosić na protesty misie z hasłami o wolności słowa. Misie były regularnie konfiskowane przez policję i Studio Total chciało wykorzystać desant jako gest solidarności: „przywieźliśmy misie i zrzuciliśmy je na spadochronach, aby wesprzeć misie aresztowane”. Studio Total twierdzi, że żaden białoruski aktywista nie wziął udziału w planowaniu pluszowego desantu. Według Mazettiego, lot wewnątrz białoruskiej przestrzeni powietrznej trwał około półtorej godziny, na wysokości około 50 metrów.
Dwóch pilotów wyczarterowanego samolotu, Tomas Mazetti i Hannah Frey, przygotowywali się do zrzutu przez prawie rok. Przygotowania obejmowały zakup trzyosobowego samolotu Jodel i trening pilotowania maszyny, pochłonęły przy tym równowartość około 180 000 dolarów, czyli ponad 600 000 złotych.

## Reakcja Białorusi
Po zrzucie Studio Total umieściła w Internecie kilka krótkich wideoklipów z tej operacji. Szereg filmów, nakręconych przez Białorusinów, którzy obserwowali zdarzenie, przedstawiających pluszowe misie ze spadochronami, zostało opublikowanych na YouTube, gdzie w krótkim czasie zyskały popularność. Jednak początkowa reakcja na doniesienia zarówno szwedzkich, jak i białoruskich mediów, była sceptyczna.

### Początkowe oficjalne zaprzeczenia
Władze białoruskie początkowo zaprzeczały nieuprawnionemu wtargnięciu do białoruskiej przestrzeni powietrznej dnia 4 lipca i dokonaniu pluszowego desantu. Przedstawiciele rządu twierdzili, że nagranie ze zrzutu Studio Total było fałszywe i określili je jako „mistyfikację” mającą na celu zawstydzenie białoruskiego rządu. Około tygodnia po zrzuceniu Studio Total opublikowało około 90 minut nieprzetworzonego, nieedytowanego materiału wideo nagranego podczas lotu. Radio Wolna Europa przeanalizowało nagranie i stwierdziło, że wydaje się autentyczne. Jednak rząd Białorusi nadal zaprzeczał, że doszło do zrzutu.

### Aresztowania dziennikarzy
13 lipca władze Białorusi zatrzymały 20-letniego studenta dziennikarstwa Antona Suriapina, który zamieścił na swojej stronie internetowej bnp.by (Belarusian News Photos) kilka pierwszych zdjęć związanych ze zrzutem misiów. Suriapin napisał, że zdjęcia przesłał mu mailem jeden z mieszkańców, który obserwował wydarzenie. Kilka dni przed aresztowaniem Suriapina policja w Mińsku zatrzymała pośrednika w handlu nieruchomościami, Siarhieja Baszarymaua, który wynajął mieszkanie w stolicy dwóm Szwedom związanym ze Studio Total. Przedstawiciele Studio Total twierdzą, że ani Suriapin, ani Baszarymau nie byli w żaden sposób zaangażowani w planowanie i przeprowadzanie zrzutu i wzywali do ich uwolnienia. Kilka organizacji praw człowieka, w tym Amnesty International wezwało do uwolnienia Suriapina. Suriapin i Baszarimau, którzy zostali formalnie oskarżeni, za co groziła im kara do siedmiu lat pozbawienia wolności, zostali zwolnieni za kaucją 17 sierpnia 2012. Białoruski rząd zniósł kaucję i ogłosił zamknięcie sprawy karnej 28 czerwca 2013.
Na początku sierpnia 2012 w Mińsku aresztowano dwie dziennikarki, Irinę Kozlik i Julię Daraszkiewicz, które w ramach solidarności z Suriapinem i Baszarimauem wykonały zdjęcia pluszowych misiów, a następnie skazano je za „naruszenie prawa protestacyjnego” i ukarano grzywną w wysokości około 270 dolarów, czyli w przeliczeniu 900 złotych.

### Oświadczenie z 26 lipca
Po trzech tygodniach zaprzeczania przez białoruskie władze, że zdarzenie to rzeczywiście miało miejsce, 26 lipca prezydent Białorusi Aleksander Łukaszenka przyznał publicznie, że 4 lipca miał miejsce zrzut misiów nad terytorium Białorusi.

### Zwolnienia białoruskich urzędników wojskowych

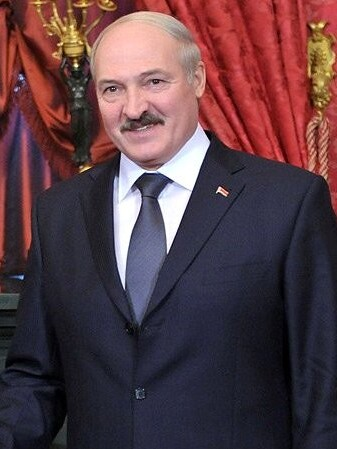
Prezydent Białorusi Alaksandr Łukaszenka, zdjęcie z 2012

Doniesiono, że prezydent Łukaszenka był bardzo rozgniewany pluszowym desantem i niepowodzeniem przechwycenia go przez białoruskie wojsko, co uznał za znaczące naruszenie bezpieczeństwa narodowego. Wskazał, że urzędnicy odpowiedzialni za ten błąd zostaną ukarani: „Ten samolot był w pewnym momencie zauważony, (...) dlaczego kierownictwo nie zapobiegło temu lotowi? (...) Winni muszą za to odpowiedzieć”.
31 lipca 2012 białoruski rząd ogłosił, że prezydent Łukaszenka zwolnił dwóch najwyższych generałów, szefa obrony powietrznej Dmitrija Pachmiełkina i szefa straży granicznej Igora Raczkouskiego „za niewłaściwe wypełnianie obowiązków związanych z ochroną bezpieczeństwa narodowego Białorusi”.
Prezydent Łukaszenka polecił nowemu szefowi straży granicznej zestrzelenie wszystkich przyszłych nielegalnych intruzów białoruskiej przestrzeni powietrznej: „Nie wolno dopuścić do bezprawnego naruszania granic państwowych. Muszą zostać zatrzymani wszelkimi siłami i środkami, w tym bronią, bez względu na wszystko”.

### Kolejne działania rządu
11 sierpnia 2012 białoruskie KGB wezwało organizatorów desantu, Tomasa Mazettiego, Hannah Frey i Pera Cromwella, do przybycia na Białoruś w ciągu 10 dni w celu przesłuchania w sprawie operacji. Wezwanie opublikowane na stronie białoruskiego KGB i dostarczone do Studia Total mailem stwierdzało, że niezastosowanie się do niego może skutkować „karą do dwóch lat prac społecznych lub więzieniem do sześciu miesięcy”. Studio Total odmówiło zastosowania się do wezwania i zamiast tego zaproponowało, że omówi operację zrzutu bezpośrednio z prezydentem Łukaszenką w przypadku jego ewentualnej wizyty w Szwecji.
Białoruś wystosowała również oficjalną prośbę do rządu Litwy o pomoc w „zbadaniu możliwego naruszenia granicy państwowej, gdy pilotowany przez Szwedów lekki samolot przekroczył granicę litewsko-białoruską”. Łukaszenka stwierdził, że „Litwa nie powinna siedzieć jak mysz pod miotłą. Muszą nam odpowiedzieć, dlaczego udostępnili swoje terytorium w celu naruszenia granic państwowych. Jeśli jest ktoś, kto nie uzna tego za zabawne, to Litwa”.
4 stycznia 2013 zapadł wyrok w sprawie żołnierza wojsk pogranicznych, który został uznany za winnego przelotu pilotowanej przez Szwedów awionetki przez granicę Białorusi. Został skazany na dwa lata kolonii karnej o podwyższonym rygorze.

## Dyplomatyczny spór ze Szwecją
3 sierpnia minister spraw zagranicznych Szwecji Carl Bildt ogłosił, że Białoruś „wydaliła” szwedzkiego ambasadora na Białorusi Stefana Erikssona, który przebywał na wakacjach w Szwecji w momencie, gdy poinformowano go, że nie zostanie ponownie wpuszczony na Białoruś. Władze białoruskie zakwestionowały szwedzką wersję wydarzeń, stwierdzając, że „strona białoruska nie wydaliła ambasadora Szwecji, ale podjęto decyzję o nieprzedłużeniu jego akredytacji”. Białoruś uzasadniła swoją decyzję stwierdzeniem, że działania ambasadora Szwecji „nie miały na celu wzmocnienie stosunków Białorusi ze Szwecją, ale ich erozję”.
W odpowiedzi szwedzki rząd ogłosił, że nowy ambasador Białorusi w Szwecji nie zostanie wpuszczony do kraju oraz że dwóch innych białoruskich dyplomatów zostało wydalonych. Następnie białoruski rząd nakazał wszystkim pozostałym szwedzkim dyplomatom opuścić Białoruś do 30 sierpnia.
10 sierpnia Unia Europejska zorganizowała pilne spotkanie dyplomatów w Brukseli, aby omówić reakcję UE na zaostrzający się spór między Białorusią a Szwecją. Unijni dyplomaci wyrazili zdecydowane poparcie dla Szwecji w sporze, ale nie podjęli konkretnych działań przeciwko Białorusi. Wcześniejsze doniesienia wskazywały, że spotkanie miało zaowocować masowym odwołaniem ambasadorów państw Unii Europejskiej na Białorusi do ich rodzinnych krajów.
W lipcu 2013 Martin Oberg został chargé d’affaires ambasadora Szwecji na Białorusi, a w kwietniu 2015 został mianowany na stanowisko ambasadora. Łukaszenka przyjmując jego list akredytacyjny stwierdził, że „Białoruś zawsze opowiadała się za wyważonym, pożytecznym i pragmatycznym dialogiem ze wszystkimi krajami”.